# 羅克萊克鎮區 (明尼蘇達州萊昂縣)
羅克萊克鎮區（英語：Rock Lake Township）是位於美國明尼蘇達州萊昂縣的一個行政鎮區。

## 地方資料
羅克萊克鎮區的面積為89.34平方千米，當中陸地面積為85.51平方千米，而水域面積為3.83平方千米。根據2020年美國人口普查的數據，當地共有人口272人，而人口密度為每平方千米3.04人。